# Chiesa del Serraglio
La chiesa del Serraglio si trova a Pieve di Sinalunga, in provincia di Siena e diocesi di Montepulciano-Chiusi-Pienza.

## Storia
La chiesa è stata edificata nel 1659 e fu costruita con elemosine a seguito della donazione del terreno da parte dell'antica famiglia Serpretri. La chiesa fu varie volte messa all'asta e si ridusse in pessimo stato (tetto e portico esterno). I pochi arredi sacri in pessimo stato, furono acquistati nel 1892. Poi fu acquistata dalla Famiglia Grazzi (fratelli Antonio e Francesco del Vivente Federigo), e fu restaurata e intonacata all'esterno a loro spese. La chiesa nello stesso anno fu poi benedetta dal vescovo di Pienza Giacomo Bellucci.